# August Lind
Hjalmar August Lind, född 23 mars 1890 i Norrköping, död där 5 augusti 1978, var en svensk textiltekniker och lärare.
August Lind var son till fabrikören Hjalmar Jakob Lind. Efter studentexamen i Norrköping praktiserade han vid textilföretag och studerade 1911–1913 vid Bradfords Technical College och vid universitetet i Leeds. I samband med studierna i England företog Lind resor till Belgien och Tyskland. År 1915 blev han officer i Svea livgardes reserv, där han blev löjtnant 1919 och kapten 1930. Åren 1917–1919 verkade han som lärare vid John Lennings vävskola i Norrköping, 1919–1929 var han fabrikschef vid Gamlabro i Norrköping, från 1929 föreståndare för John Lennings vävskola och blev 1936 rektor vid Lennings textiltekniska institut. Lind var bland annat vice ordförande i Svenska textiltekniska riksförbundet från 1933.